# Joaquín Acosta
Tomás Joaquín de Acosta y Pérez de Guzmán, conegut com a Joaquín Acosta (Guaduas, Cundinamarca, 29 de desembre de 1800 - Guaduas, Cundinamarca, 21 de febrer de 1852) va ser un geòleg, historiador, polític i militar colombià. Abandonà els estudis de dret al Col·legi Major de Nuestra Señora del Rosario, després que Simón Bolívar el va integrar el 1819 dins de les forces revolucionàries patriotes, dirigint la campanya alliberadora a la Valle del Cauca i Chocó. Viatjà a França el 1825 per estudiar mineralogia, geologia i enginyeria militar i tornà a Colòmbia el 1831. A la seva arribada fou nomenat en el càrrec d'Enginyer Director de camins de Cundinamarca; el 1833 fou professor de química, director de l'Observatori Astronòmic Nacional, el Museu Nacional i membre fundador de l'Acadèmia Nacional. Fou nomenat en diverses comissions per a traçat de camins, explotació de mines, observació de canals i mitjans de navegació comercial. Va ser diputat i secretari de Relacions Exteriors fins a 1845, quan va tornar a Europa per estudiar l'Arxiu General d'Índies. El 1847 publica el mapa de la Nueva Granada (Colòmbia), a més d'un text sobre geologia d'aquest estat, i a l'any següent publica el seu compendi històric del descobriment i colonització de la Nueva Granada.

## Obres
- Compendio histórico del descubrimiento y colonización de la Nueva Granada en el siglo décimo sexto (1848).
- Lecciones de geología por el Coronel Joaquin Acosta (1850)